# Carine Lecomte
Carine I.L. Schmit-Lecomte, née Lecomte le 5 février 1960 à Izel est une femme politique belge wallonne, membre du MR.
Elle est Agrégée de l'enseignement secondaire inférieur - langue maternelle - histoire, option : morale. Employée.

## Fonctions politiques
- Députée fédérale du 28 juin 2007 au 7 mai 2010.
- Députée wallonne du 22 octobre 2014 au 3 décembre 2018, en suppléance de Willy Borsus, ministre fédéral, empêché.
- Première échevine à Arlon depuis le 3 décembre 2018.

## Sources
- Fiche sur le Parlement wallon